# Phonotimpus eutypus
Phonotimpus eutypus là một loài nhện trong họ Phrurolithidae.
Loài này thuộc chi Phonotimpus. Phonotimpus eutypus được Willis J. Gertsch & Michael Davis miêu tả năm 1940.